# Tamierpass
Die Tamierpass ist ein 2772 m ü. M. hoher Saumpass in den Tessiner Alpen. Auf der Passhöhe verläuft die Grenze zwischen Italien und der Schweiz. Der Saumpfad verbindet Canza (1412 m) in der Provinz Verbano-Cusio-Ossola, in der Region Piemont in Italien mit San Carlo (938 m) im Bavonatal, Vallemaggia, Tessin in der Schweiz. Der Pass liegt zwischen dem Tamierhorn (3086 m) und dem Pizzo Mèdola (2957 m).

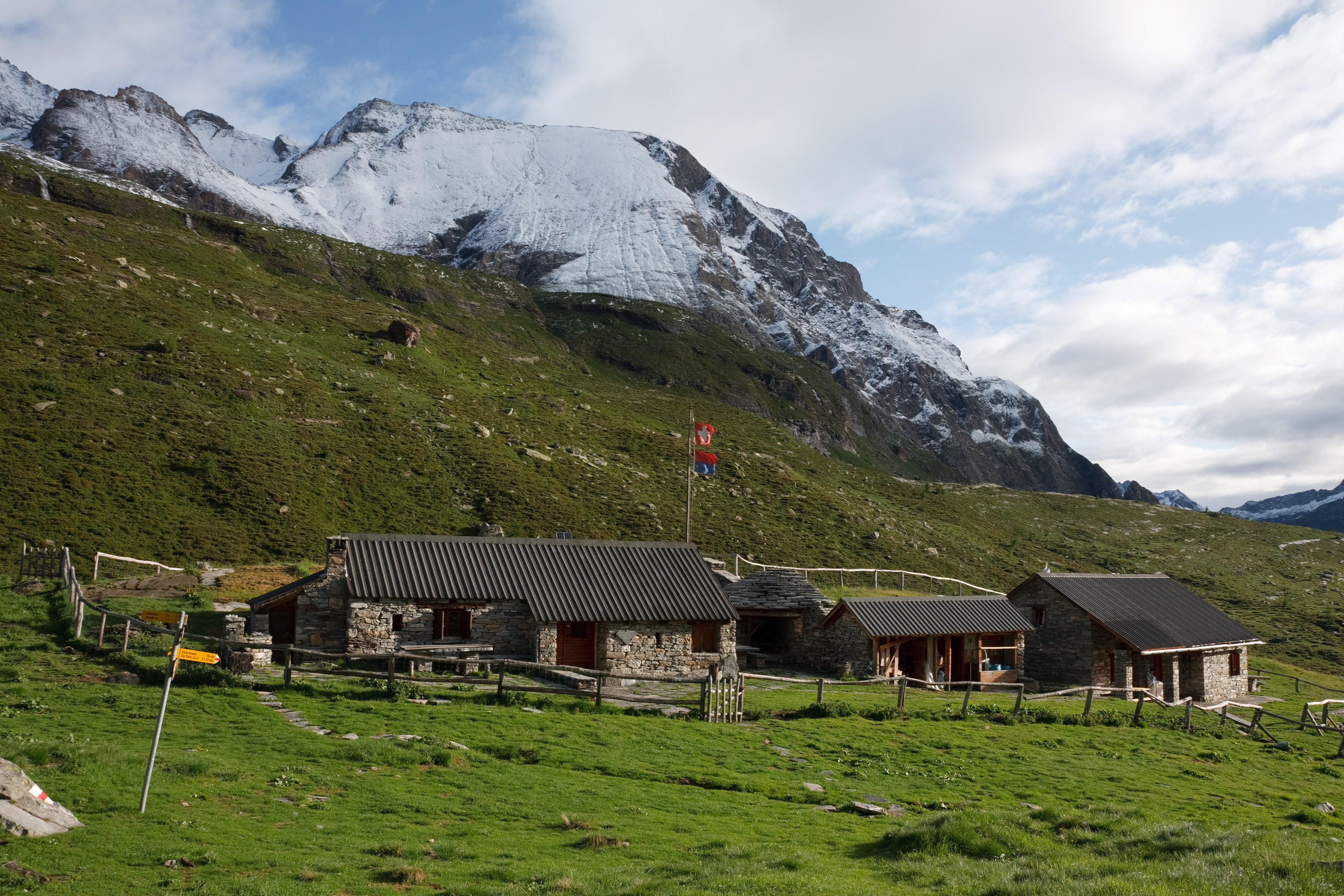
Rifugio Pian di Crest

Auf der italienischen Seite befindet sich auf 2160 m s.l.m. das Rifugio Maria Luisa und auf Schweizer Seite das Rifugio Pian di Crest auf 2108 m ü. M. Sie sind über die zehnte Etappe der Via Alta Vallemaggia, welche hier ihren Kulminationpunkt erreicht, verbunden. 

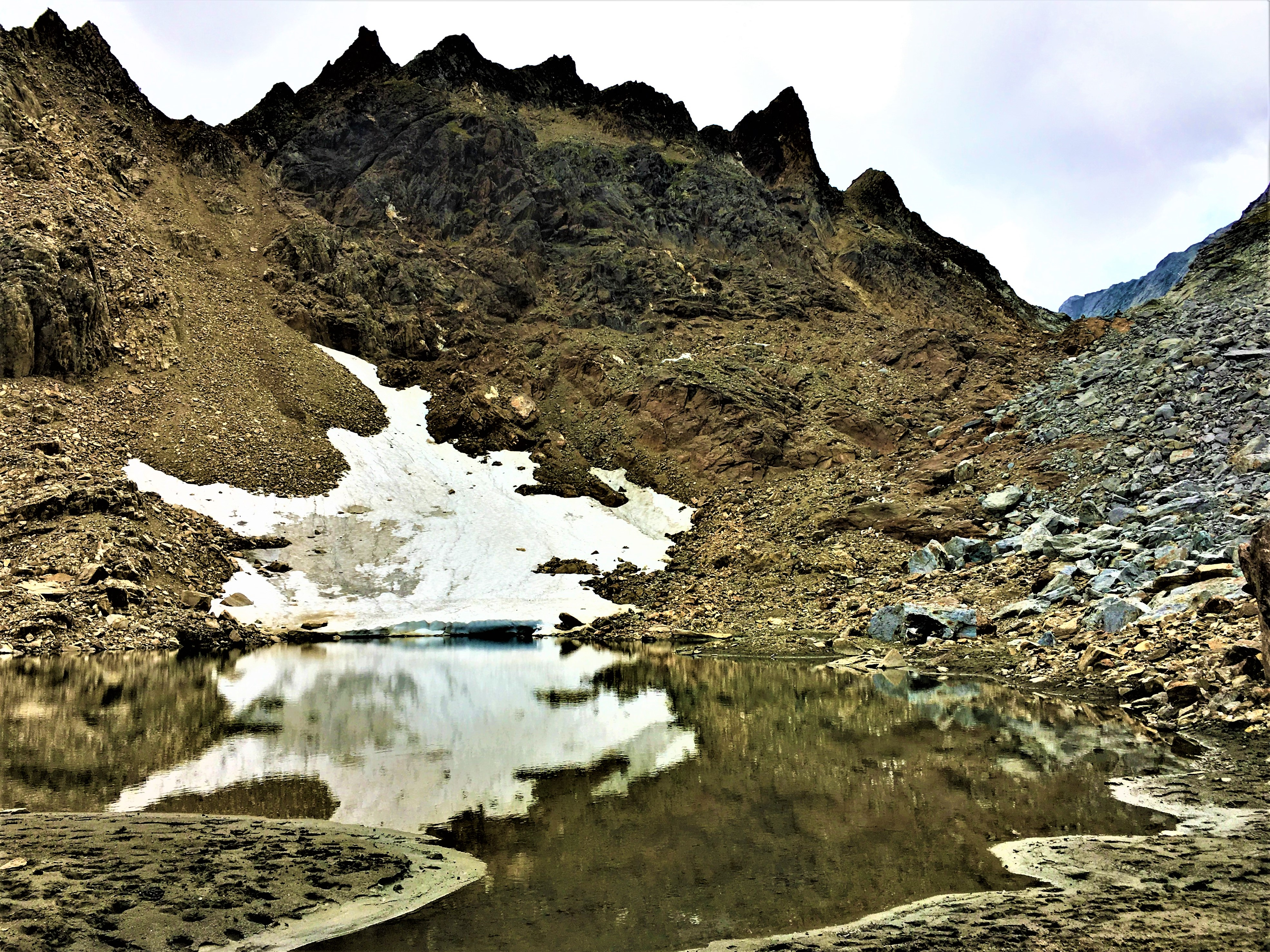
Auf der Tessinerseite unter dem Tamierpass, 28. August 2016

## Weblink
- Hikr.org: Alpinwandern (T6): San Carlo - Rifugio 'Piano delle Creste' - Tamierpass - Tamierhorn - Passo d'Antabia - Basòdino Südgipfel - Basòdino - Lago del Zött – Robièi